# رومان مورتازاييف
رومان مورتازاييف (10 سبتمبر 1993 بقراغندي في كازاخستان - ) هو لاعب كرة قدم كازاخستاني في مركز الهجوم. لعب مع نادي إيرتيش بافلودار.

## وصلات خارجية
- رومان مورتازاييف على موقع الاتحاد الأوربي (الإنجليزية)
- رومان مورتازاييف على موقع قاعدة بيانات كرة القدم.إي يو (الإنجليزية)
- رومان مورتازاييف على موقع بيانات كرة القدم. دي إي (الألمانية)
- رومان مورتازاييف على موقع ناشيونال فوتبول تيمز (الإنجليزية)
- رومان مورتازاييف على موقع Soccerway.com (الإنجليزية)
- رومان مورتازاييف على موقع عالم كرة القدم.نت (الإنجليزية)
- رومان مورتازاييف على موقع AS.com (الإسبانية)